# Andrzej Olechowski
Andrzej Marian Olechowski (ur. 9 września 1947 w Krakowie) – polski polityk i ekonomista.
W latach 1991–1992 podsekretarz stanu w Ministerstwie Współpracy Gospodarczej z Zagranicą, w 1992 minister finansów w rządzie Jana Olszewskiego, w latach 1993–1995 minister spraw zagranicznych w rządzie Waldemara Pawlaka. Lider Bezpartyjnego Bloku Wspierania Reform, współzałożyciel Platformy Obywatelskiej wraz z Maciejem Płażyńskim i Donaldem Tuskiem. Kandydat na prezydenta RP w 2000 i 2010.

## Życiorys

### Wykształcenie i działalność do 1989

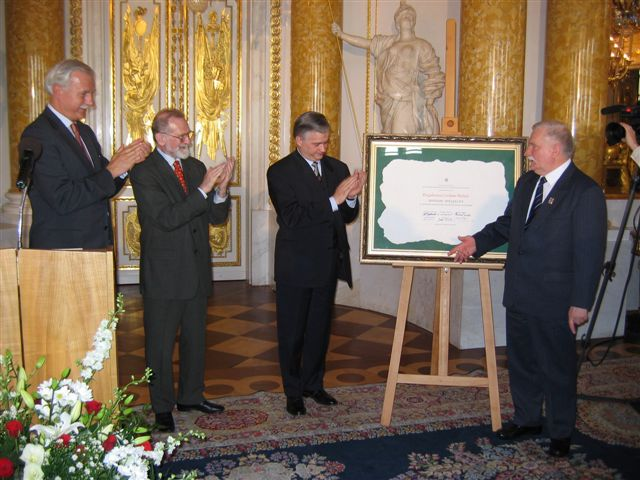
Andrzej Olechowski, Bronisław Geremek, Włodzimierz Cimoszewicz i Lech Wałęsa

W młodości był kierownikiem artystycznym zespołu Trzy Korony, dziennikarzem radiowym i prezenterem muzycznym programu III Polskiego Radia.
Ukończył studia ekonomiczne w Szkole Głównej Planowania i Statystyki w Warszawie, w 1979 uzyskał stopień doktora nauk ekonomicznych na podstawie rozprawy Niestabilność eksportu i jej rozmiary – badanie dla krajów europejskich w latach 1960–1974.
W 1973 rozpoczął pracę w sekretariacie Konferencji Narodów Zjednoczonych ds. Handlu i Rozwoju (UNCTAD) w Genewie. W latach 1978–1982 kierował Zakładem Analiz i Prognoz w Instytucie Koniunktur i Cen Handlu Zagranicznego. W latach 1982–1984 ponownie pracował w UNCTAD, zaś w latach 1985–1987 był pracownikiem Banku Światowego. W okresie pracy w instytucjach międzynarodowych współpracował z wywiadem (Departament I MSW). Był kontaktem operacyjnym Gromosława Czempińskiego, a używał pseudonimów Tener i Must.
W 1987 powrócił do pracy w Polsce, objął funkcję dyrektora departamentu w Ministerstwie Współpracy Gospodarczej z Zagranicą. W 1989 brał udział w obradach Okrągłego Stołu po stronie rządowej w zespole ds. gospodarki i polityki społecznej. Od 16 listopada 1989 do 1 lutego 1991 pełnił funkcję pierwszego zastępcy prezesa Narodowego Banku Polskiego.

### Działalność polityczna w III RP

#### Lata 1991–1998
Od 1 lutego 1991 do 28 lutego 1992 był podsekretarzem stanu w Ministerstwie Współpracy Gospodarczej z Zagranicą. 28 lutego 1992 został mianowany ministrem finansów w rządzie Jana Olszewskiego, mając poparcie Lecha Wałęsy. 7 maja 1992 złożył dymisję, która została przyjęta przez Sejm 4 czerwca 1992, tuż przed udzieleniem całemu gabinetowi wotum nieufności. Jego nazwisko znalazło się na powstałej w tym czasie tzw. liście Macierewicza. Po wprowadzeniu oświadczeń lustracyjnych polityk (jako kandydat na prezydenta w 2000 i 2010) potwierdzał w nich, że współpracował z wywiadem gospodarczym PRL.
Po odejściu z rządu pełnił następnie funkcję doradcy prezydenta ds. ekonomicznych. W 1993 stanął na czele tworzonego z inicjatywy prezydenta Bezpartyjnego Bloku Wspierania Reform i został kandydatem tego ugrupowania na premiera. Nie startował osobiście w wyborach parlamentarnych w 1993, po których BBWR znalazł się w opozycji do koalicji SLD-PSL. Jednocześnie Andrzej Olechowski został członkiem rządu Waldemara Pawlaka jako minister spraw zagranicznych, dzięki przepisom Małej Konstytucji z 1992, która gwarantowała prezydentowi wpływ na obsadę tzw. resortów prezydenckich (w tym MSZ). 27 października 1994 złożył dymisję, co było efektem ujawnienia przez ministra sprawiedliwości Włodzimierza Cimoszewicza w ramach prowadzonej przez niego akcji „czyste ręce” listy urzędników państwowych zasiadających w radach nadzorczych spółek (Andrzej Olechowski pełnił jednocześnie funkcję przewodniczącego rady nadzorczej Banku Handlowego). Rezygnacja nie została przyjęta, ponowił ją 13 stycznia 1995, jednak funkcję pełnił do końca urzędowania rządu Waldemara Pawlaka, tj. do początku marca 1995.
W tym samym czasie zakończył współpracę z BBWR, w kwietniu 1995 razem z Czesławem Bieleckim współtworzył Ruch Stu. Został przewodniczącym rady politycznej tego ugrupowania, ze wszystkich funkcji w tej partii zrezygnował w 1997 w związku z akcesem Ruchu Stu do AWS i brakiem współpracy z SKL. W kampanii przed wyborami parlamentarnymi w tymże roku poparł Unię Wolności.
Od 1994 do 1998 był też przewodniczącym rady gminy Warszawa-Wilanów.

#### Lata 2000–2007
W 2000 powrócił do działalności politycznej. Jako kandydat niezależny wystartował w wyborach prezydenckich. W pierwszej turze zajął drugie miejsce z poparciem 17,3% wyborców (3 044 141 głosów). Przegrał z Aleksandrem Kwaśniewskim, który uzyskał już w pierwszej turze reelekcję.
Po wyborach pojawiły się propozycje stworzenia wokół jego osoby nowego centroprawicowego ugrupowania liberalnego z udziałem m.in. Unii Wolności. Ostatecznie w styczniu 2001 powołano do życia ruch polityczny pod nazwą Platforma Obywatelska, na czele którego obok Andrzeja Olechowskiego stanęli Maciej Płażyński z AWS i Donald Tusk z UW. Do nowej formacji przyłączali się stopniowo kolejni politycy obu tych formacji. Andrzej Olechowski nie zdecydował się na start w wyborach do Sejmu bądź Senatu.
27 października 2002 wziął udział z ramienia PO w wyborach na stanowisko prezydenta Warszawy. Uzyskał 13,47% głosów, został wyprzedzony przez Lecha Kaczyńskiego (PiS) i Marka Balickiego (SLD-UP) i nie wszedł do drugiej tury wyborów. W 2004 został przewodniczącym rady programowej PO, później krytykował postawę Jana Rokity w sprawie obrony traktatu nicejskiego. 17 maja 2007 z jego inicjatywy odbyła się konferencja na Uniwersytecie Warszawskim poświęcona europejskim standardom demokratycznym.

#### Działalność od 2009
W lipcu 2009 ogłosił decyzję o wystąpieniu z Platformy Obywatelskiej. Osiem dni później został przewodniczącym rady programowej Stronnictwa Demokratycznego, nie przystępując jednak formalnie do tej partii.
W grudniu 2009 zadeklarował zamiar startu w wyborach prezydenckich w 2010 jako kandydat niezależny. Poparcie dla niego zapowiedzieli m.in. działacze SD. 10 maja 2010 został zarejestrowany jako kandydat przez PKW. W pierwszej turze uzyskał 242 439 głosów (1,44%), zajmując 6. miejsce spośród 10 kandydatów. Przed drugą turą głosowania oficjalnie poparł kandydaturę Bronisława Komorowskiego.
Przed wyborami parlamentarnymi w 2011 zadeklarował oddanie głosu na PO, a w 2015 na Nowoczesną.

### Działalność gospodarcza i społeczna w III RP
Obejmował różne stanowiska w radach nadzorczych spółek Skarbu Państwa i przedsiębiorstwach prywatnych, m.in. Banku Turystyki. Był współzałożycielem Banku Inicjatyw Gospodarczych, współpracował z Business Centre Club. W latach 1991–1996, 1998–2000 oraz 2012–2021 sprawował funkcję przewodniczącego rady nadzorczej Banku Handlowego w Warszawie. Pełnił także różne funkcje w komitetach doradczych firm zagranicznych.
Zasiadał we władzach instytucji społecznych, takich jak Międzynarodowe Centrum Rozwoju Demokracji, Instytut Studiów Wschodnich, Klub Wschodni, Fundacja im. Stefana Batorego, Instytut Spraw Publicznych, Komisja Trójstronna, brał też udział w spotkaniach Grupy Bilderberg. Wykładał m.in. na Uniwersytecie Jagiellońskim, Akademii Teologii Katolickiej w Warszawie oraz Collegium Civitas. Członek Collegium Invisibile. Jest autorem publikacji z zakresu gospodarki i polityki zagranicznej.

## Odznaczenia i wyróżnienia
Ordery i odznaczenia
- Krzyż Oficerski Orderu Odrodzenia Polski (2011)[20]

Nagrody i wyróżnienia
W 2000 został laureatem Nagrody Kisiela. Otrzymał też tytuł „Człowieka Roku” przyznawany przez tygodnik „Wprost” (2000).